# Mireń (Mazovia)
Mireń [pronunciación en polaco: /ˈmirɛɲ/] es un pueblo en el distrito administrativo de Gmina Pionki, dentro del Distrito de Radom, Voivodato de Mazovia, en centro-este de Polonia. Se encuentra aproximadamente 6 kilómetros al sudeste de Pionki, 25 kilómetros al este de Radom, y 93 kilómetros al sudeste de Varsovia.